# Eerste klasse 1966-67 (voetbal België)
Het seizoen 1966/67 van de Belgische Eerste Klasse ging van start in de zomer van 1966 en eindigde in de lente van 1967. De competitie telde 16 clubs. RSC Anderlechtois werd landskampioen. Anderlecht werd voor de vierde maal op rij landskampioen, en evenaarde daarmee het record van stadsgenoten Racing Club de Bruxelles en Union Saint-Gilloise uit het begin van de eeuw.

## Gepromoveerde teams
Deze teams waren gepromoveerd uit de Tweede Klasse voor de start van het seizoen:
- KSV Waregem (kampioen in Tweede)
- Charleroi SC (tweede in Tweede)

## Degraderende teams
Deze teams degradeerden naar Tweede Klasse op het eind van het seizoen:
- ARA La Gantoise
- Tilleur FC

## Titelstrijd
RSC Anderlechtois werd kampioen met twee punten voorsprong op RFC Brugeois.

## Europese strijd
Anderlecht was als landskampioen geplaatst voor de Europacup voor Landskampioenen van het volgend seizoen. Standard Luik plaatste zich als bekerwinnaar voor de Europese Beker voor Bekerwinnaars. Club Brugge, RFC Liégeois en Antwerp FC zouden volgend seizoen deelnemen aan de Beker der Jaarbeurssteden.

## Degradatiestrijd
Tilleur FC eindigde afgetekend als allerlaatste en degradeerde. ARA La Gantoise kwam drie punten tekort om zich te redden.

## Eindstand
|         |    |                             | P  | W  | G  | V  | +  | -  | DS  | Ptn |
| ------- | -- | --------------------------- | -- | -- | -- | -- | -- | -- | --- | --- |
| K       | 1  | RSC Anderlechtois           | 30 | 20 | 7  | 3  | 63 | 12 | 51  | 47  |
|         | 2  | RFC Brugeois                | 30 | 21 | 3  | 6  | 63 | 33 | 30  | 45  |
|         | 3  | RFC Liégeois                | 30 | 16 | 7  | 7  | 43 | 27 | 16  | 39  |
| (beker) | 4  | R. Standard Club Liégeois   | 30 | 15 | 7  | 8  | 50 | 34 | 16  | 37  |
|         | 5  | R. Antwerp FC               | 30 | 11 | 10 | 9  | 34 | 27 | 7   | 32  |
|         | 6  | K. Sint-Truidense VV        | 30 | 12 | 7  | 11 | 43 | 41 | 2   | 31  |
|         | 7  | KSV Waregem                 | 30 | 9  | 12 | 9  | 28 | 27 | 1   | 30  |
|         | 8  | R. Daring Club de Bruxelles | 30 | 8  | 11 | 11 | 41 | 47 | -6  | 27  |
|         | 9  | K. Lierse SK                | 30 | 9  | 8  | 13 | 34 | 39 | -5  | 26  |
|         | 10 | R. Beerschot AC             | 30 | 9  | 8  | 13 | 47 | 55 | -8  | 26  |
|         | 11 | K. Beeringen FC             | 30 | 7  | 12 | 11 | 43 | 46 | -3  | 26  |
|         | 12 | KFC Malinois                | 30 | 7  | 12 | 11 | 36 | 45 | -9  | 26  |
|         | 13 | R. Racing White             | 30 | 7  | 11 | 12 | 35 | 48 | -13 | 25  |
|         | 14 | R. Charleroi SC             | 30 | 7  | 11 | 12 | 32 | 49 | -17 | 25  |
| D       | 15 | ARA La Gantoise             | 30 | 7  | 8  | 15 | 31 | 56 | -25 | 22  |
| D       | 16 | R. Tilleur FC               | 30 | 6  | 4  | 20 | 26 | 62 | -36 | 16  |

P: wedstrijden gespeeld, W: wedstrijden gewonnen, G: gelijke spelen, V: wedstrijden verloren, +: gescoorde doelpunten, -: doelpunten tegen, DS: doelsaldo, Ptn: totaal punten
K: kampioen, D: degradeert, (beker): bekerwinnaar

## Topscorers
Jan Mulder van landskampioen RSC Anderlechtois werd topschutter met 20 doelpunten. De Nederlander was de eerste buitenlander die topschutter werd in de hoogste afdeling sinds de Tweede Wereldoorlog.
1895/96 · 1896/97 · 1897/98 · 1898/99 · 1899/00 · 1900/01 · 1901/02 · 1902/03 · 1903/04 · 1904/05 · 1905/06 · 1906/07 · 1907/08 · 1908/09 · 1909/10 · 1910/11 · 1911/12 · 1912/13 · 1913/14 · 1914/15 · 1915/16 · 1916/17 · 1917/18 · 1918/19 · 
1919/20 · 1920/21 · 1921/22 · 1922/23 · 1923/24 · 1924/25 · 1925/26 · 1926/27 · 1927/28 · 1928/29 · 1929/30 · 1930/31 · 1931/32 · 1932/33 · 1933/34 · 1934/35 · 1935/36 · 1936/37 · 1937/38 · 1938/39 · 1939/40 · 1940/41 · 1941/42 · 1942/43 · 1943/44 · 1944/45 · 1945/46 · 1946/47 · 1947/48 · 1948/49 · 1949/50 · 1950/51 · 1951/52 · 1952/53 · 1953/54 · 1954/55 · 1955/56 · 1956/57 · 1957/58 · 1958/59 · 1959/60 · 1960/61 · 1961/62 · 1962/63 · 1963/64 · 1964/65 · 1965/66 · 1966/67 · 1967/68 · 1968/69 · 1969/70 · 1970/71 · 1971/72 · 1972/73 · 1973/74 · 1974/75 · 1975/76 · 1976/77 · 1977/78 · 1978/79 · 1979/80 · 1980/81 · 1981/82 · 1982/83 · 1983/84 · 1984/85 · 1985/86 · 1986/87 · 1987/88 · 1988/89 · 1989/90 · 1990/91 · 1991/92 · 1992/93 · 1993/94 · 1994/95 · 1995/96 · 1996/97 · 1997/98 · 1998/99 · 1999/00 · 2000/01 · 2001/02 · 2002/03 · 2003/04 · 2004/05 · 2005/06 · 2006/07 · 2007/08 · 2008/09 · 2009/10 · 2010/11 · 2011/12 · 2012/13 · 2013/14 · 2014/15 · 2015/16 · 2016/17 · 2017/18 · 2018/19 · 2019/20 · 2020/21· 2021/22 · 2022/23 · 2023/24 · 2024/25